# Edward Ravenscroft
Edward Ravenscroft (1654 – 1707) è stato un drammaturgo inglese.

## Biografia
Non molto è noto della vita di Edward Ravenscroft e la data di nascita è incerta. Per quanto si iscrisse al Middle Temple per dedicarsi all'attività forense, è ricordato soprattutto come drammaturgo e autore di una dozzina di opere teatrali, tra cui commedie, tragedie e adattamenti di opere di Shakespeare, Ruggle e Molière. Il suo disprezzo per i drammi eroici gli valse lo scherno di John Dryden, che lo derise e parodiò in alcune satire.
Viene ricordato soprattutto per essere stato il primo a mettere in dubbio la paternità shakespeariana del Tito Andronico. Nell'introduzione al suo adattamento dell'opera del 1687 scrisse: 
(Edward Ravenscroft, "To the Reader", Titus Andronicus, or, The rape of Lavinia, 1686)
L'affermazione di Ravenscroft è abbastanza discutibile: i "vecchi teatranti" non avrebbero potuto essere più che bambini quando Titus è stato scritto e, d'altra parte, Ravenscroft potrebbe avere un interesse di parte, dal momento che si appoggia a questa storia per giustificare le modifiche che lui stesso apporta all'opera.  Tuttavia questo aneddoto è stato usato come appoggio per sostenere che un'altra ignota persona sia, almeno parzialmente, l'autore della tragedia.

## Opere
- The Citizen Turned Gentleman (1671)
- The Careless Lovers (1673)
- The Wrangling Lovers (1676)
- Scaramouch a Philosopher, Harlequin a Schoolboy, Bravo a Merchant and Magician (1677)
- King Edgar and Alfreda (1677)
- English Lawyer (1678)
- The London Cuckolds (1681)
- Dame Dobson (1683)
- Titus Andronicus, or, The rape of Lavinia (1686)
- The Canterbury Guests (1694)
- The Italian Husband (1697)